# Sik Sik Yuen
Sik Sik Yuen is een non-profitorganisatie in Hongkong die gebaseerd is op de filosofie dat de drie grote Chinese religies/filosofieën uit dezelfde bron komen (sanjiaotongyuan). Taoïsme wordt als belangrijkste gezien van de drie.
De organisatie vereerd behalve Huang Daxian, ook de drie belangrijke Chinese filosofieën van de Chinese volksreligie, het confucianisme, boeddhisme en taoïsme. De organisatie heeft ervoor gezorgd dat men nu officieel kan trouwen in een taoïstische tempel, volgens de Hongkongse overheidsregels.
De naam Sik Sik Yuen kan men als volgt uitleggen. De hanzi Sik (嗇) en Sik (色) zijn belangrijke taoïstische principes. De eerste staat voor zuinigheid en de tweede betekent dat goede vormen veranderlijk zijn. De twee hanzi samen kunnen vertaald worden als "men moet leven volgens de dao, mensen respecteren en de waarheid cultiveren". Yuen (園) betekent park.

## Geschiedenis
De organisatie werd in 1921 opgericht om de Wong Tai Sintempel in Hongkong te beheren. De tempel was alleen voor daoshi en familieleden van het bestuur toegankelijk. Vanaf 1956 staat de tempel open voor iedereen. In datzelfde jaar werd er een samenwerkingsverband met Tung Wah Group of Hospitals en de Chinese Temple Committee aangegaan. Voortaan gingen deze twee organisaties over het beheer van de tempel. In 1969 startte Sik Sik Yuen met het onderwijsgerelateerde zaken. Ze begonnen in dat jaar met de bouw van de middelbare school Ho Lap College. Door de jaren heen hebben ze vele middelbare en basisscholen gesticht. Tegenwoordig beheert Sik Sik Yuen ook vele bejaardentehuizen, bejaardenclubs en gezondheidscentra.
Een recente miaohui werd in 2009 georganiseerd. In 2011 werd het 90-jarige jubileum van de tempel groots gevierd.